# Jouni Pellinen
Jouni Pellinen (* 11. Mai 1983 in Imatra) ist ein finnischer Freestyle-Skier. Er ist auf die Disziplin Skicross spezialisiert.

## Biografie
Pellinen war zu Beginn seiner Sportkarriere ein alpiner Skirennläufer. Im Januar 2000 bestritt er die ersten FIS-Rennen, Einsätze im Europacup folgten ab Dezember 2004. Ebenfalls 2004 gewann er den finnischen Meistertitel im Riesenslalom. Das erste Rennen im Weltcup folgte ein Jahr später. Pellinen konnte sich jedoch nur einmal in den Punkterängen klassieren, am 20. Dezember 2006 als 28. des Super-G von Hinterstoder. Bei den Weltmeisterschaften 2007 erreichte er mit dem finnischen Team den vierten Platz im Mannschaftswettbewerb. Weitere Erfolge blieben aus.
Pellinen bestreitet seit der Saison 2008/09 nur noch sporadisch Alpinrennen, da er sich dem Skicross zuwandte. Sein Debüt im Freestyle-Weltcup hatte er am 5. Januar 2009 in St. Johann in Tirol, wo er 33. wurde. Neun Tage später etablierte er sich mit dem fünften Platz in Flaine an der Weltspitze. Sein bestes Ergebnis in der Weltcupsaison 2009/10 war ein zehnter Platz. Aufgrund einer Knieverletzung konnte er nicht an den Olympischen Winterspielen 2010 teilnehmen.
In der Weltcupsaison 2010/11 etablierte sich Pellinen mit mehreren Top-10-Ergebnissen an der Weltspitze. Das bis dahin beste Ergebnis seiner Karriere erzielte er bei den Weltmeisterschaften 2011 in Deer Valley, wo er hinter dem Kanadier Christopher Del Bosco eher unerwartet die Silbermedaille gewann. Am 3. März 2011 gelang ihm mit dem zweiten Platz in Grindelwald die erste Podestplatzierung in einem Weltcuprennen. Drei Tage später konnte er in Hasliberg den ersten Sieg feiern.

## Erfolge (Freestyle)

### Olympische Spiele
- Sotschi 2014: 13. Skicross

### Weltmeisterschaften
- Inawashiro 2009: 16. Skicross
- Deer Valley 2011: 2. Skicross
- Voss 2013: 4. Skicross

### Weltcup
- Saison 2010/11: 9. Gesamtweltcup, 3. Skicross-Weltcup
- Saison 2012/13: 8. Skicross-Weltcup
- 4 Podestplätze, davon 2 Siege:

| Datum        | Ort       | Land     |
| ------------ | --------- | -------- |
| 6. März 2011 | Hasliberg | Schweiz  |
| 3. März 2012 | Branäs    | Schweden |

## Erfolge (Alpin)
- 1 finnischer Meistertitel (Riesenslalom 2004)
- Weltcup: 1 Platzierung unter den besten 30
- Weltmeisterschaft 2007: 4. Mannschaftswettbewerb
- 16 Siege in FIS-Rennen